# Brendan Haywood
Brendan Todd Haywood (Nueva York, 27 de noviembre de 1979) es un exjugador de baloncesto estadounidense que disputó 13 temporadas en la NBA. Con 2,13 metros de altura, jugaba en la posición de pívot.

## Trayectoria deportiva

### Universidad
Antes de saltar a la Universidad de North Carolina, Brendan acudió al Dudley High School en Greensboro, Carolina del Norte, donde fue designado como Jugador del Año en el estado. En 1997 formó parte del McDonald's All-American Team.
Después Brendan fue reclutado por el técnico Dean Smith para que jugara en sus Tar Heels, donde el pívot pasó 4 temporadas. Debutó como freshman en la temporada 1997-98 pero su aportación fue mínima ya que en aquel equipo tan remozado aún no había sitio para él. Compartió vestuario aquella temporada con Antawn Jamison, Vince Carter, Shammond Williams, Ed Cota, Ademola Okulaja y Makhtar N'Diaye (de quien Haywood era suplente). Tras estos, Brendan era el jugador más utilizado. Acabó con 2.9 puntos y 2.4 rebotes de media en 8.1 minutos. North Carolina alcanzó la Final Four, celebrada en San Antonio, pero cayó en semifinales ante Utah.
Durante el verano de 1998 tanto Carter como Jamison saltaron al draft y North Carolina debía empezar de nuevo a construir un equipo con vistas a alcanzar de nuevo un título. Cayeron en 1.ª ronda ante la modesta Weber State pero Haywood empezó a dar muestras de lo que podía ser. Promedió 12 puntos (con 64.8 % en tiro), 6.9 rebotes y 1.8 tapones.
En la temporada 1999-2000|00 mejoró sensiblemente sus números jugando algo menos. Acabó con 13.6 puntos (con un brutal 69.7 % en tiros), 7.5 rebotes y 2.5 asistencias. Brendan alcanzó su 2.ª Final Four en tres años pero se volvió a quedar a las puertas, ya que fueron eliminados en semifinales por Florida Gators.
La 2000-01 empezaría con cambio de entrenador, el nuevo técnico sería Matt Doherty. Aquella campaña Haywood logró el primer triple doble en la historia de la Universidad de North Carolina. Fue el 4 de diciembre de 2000 ante la Universidad de Miami y firmó 18 puntos, 14 rebotes y 10 tapones (récord también). El equipo esta vez ni siquiera alcanzó cotas altas y se quedó en el camino en 2.ª ronda. Al finalizar la temporada fue incluido en el 2.º Mejor Quinteto de la Atlantic Coast Conference y en el 2.º de All-America también, por Sporting News.
Acabó su periplo universitario como el líder histórico de la Atlantic Coast Conference en porcentaje de tiros de campo con 63.7 %.
Durante el instituto y la universidad Brendan era apodado "Baby Huey" pero tras dar el salto a la NBA abandonó ese mote.

### Profesional

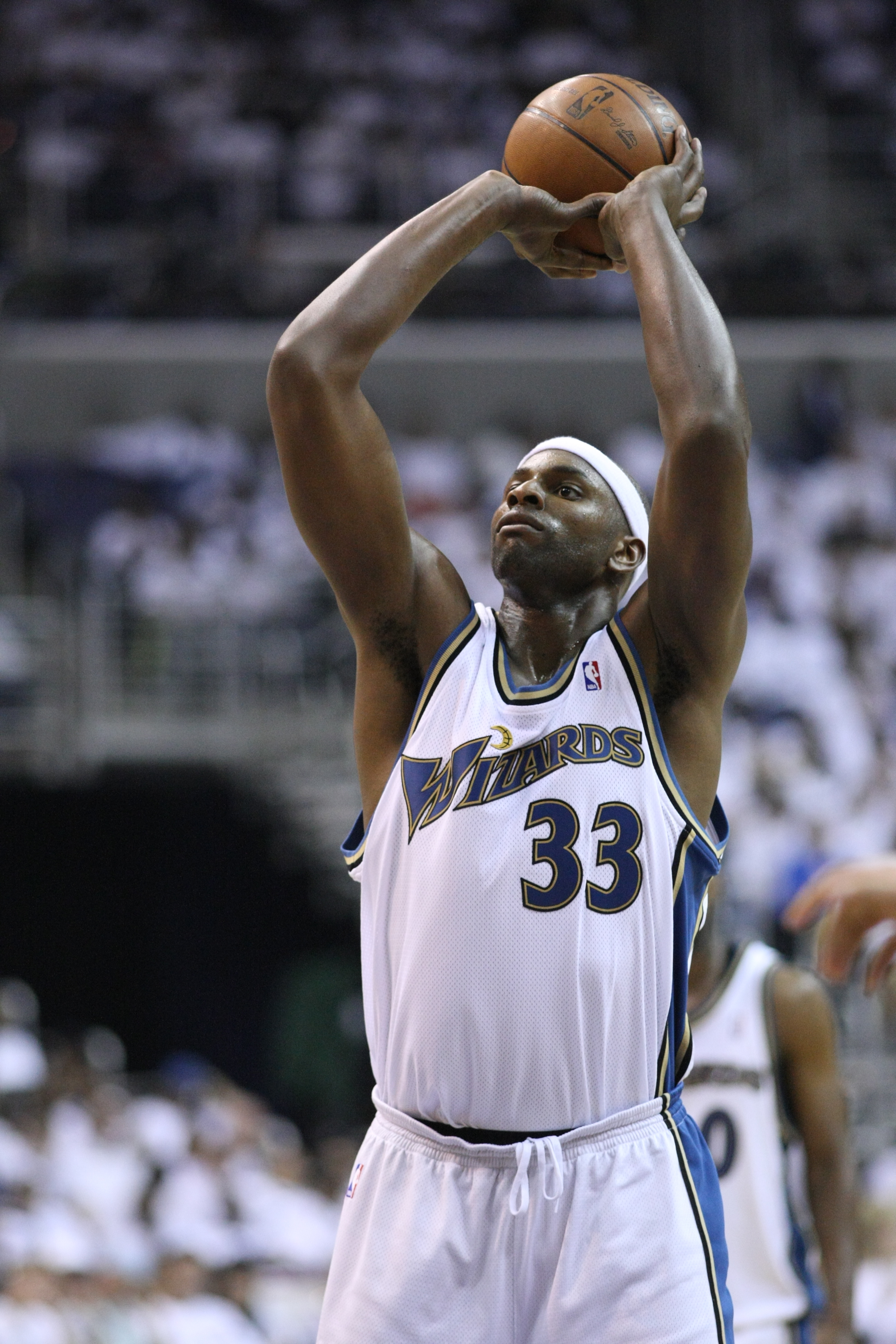
Haywood con los Wizards en 2008.

Haywood fue elegido por Cleveland Cavaliers en el puesto 20 de 1.ª ronda del draft de 2001. Pero Cleveland tradeó a Haywood a Orlando Magic por Michael Doleac, y a su vez los Magic lo traspasaron a Washington Wizards a cambio de Laron Profit y una 1.ª ronda. Aquella noche Haywood pasó por tres equipos.
En su temporada rookie Haywood firmó 5.1 puntos y 5.2 rebotes, fue nombrado Rookie del Mes de diciembre tras promediar 7.9 puntos, 7.9 rebotes y 2.2 tapones. Participó en el Rookie Challenge de 2001 y se marcó su primer doble-doble frente a Memphis Grizzlies con 17 puntos y 15 rebotes.
En la temporada 2002-03 se asentó como titular, disputando en esta condición 69 de los 81 partidos que jugó. Promedió 6.2 puntos, 5 rebotes y 1.5 tapones. Fue mejorando paulatinamente sus números en la 2003-04 y en la 2004-05 con 7 puntos, 5 rebotes y 9.4 puntos y 6.8 rebotes, respectivamente. Pero tras este año se estancó y empezaron a decrecer sus números. En 2005 pasó por, posiblemente, su mejor etapa como jugador en la NBA, tras firmar unos buenos playoffs en los que el equipo alcanzó las semifinales de conferencia, donde cayeron ante Miami Heat por 4-0. En esa serie Haywood promedió 13.0 puntos y 8.8 rebotes, y en aquellos playoffs en general 10.6 puntos, 7.6 rebotes, 1 asistencia, 2 tapones y 1.4 robos. Su máxima aportación desde que llegara a la liga.
Durante la 2005-06 promedió 7.3 puntos y 5.9 rebotes, y en la 2006-07 se quedó en 6.6 puntos y 6.2 rebotes, muy a la sombra de los Gilbert Arenas, Antawn Jamison o Caron Butler.
El 13 de febrero de 2010, Haywood fue traspasado a Dallas Mavericks junto con Caron Butler y DeShawn Stevenson a cambio de Josh Howard, Drew Gooden, James Singleton y Quinton Ross. El 9 de julio de 2010, Haywood renovó con los Mavericks, según el reporte; seis años por $55 millones. Los Mavericks ganaron el campeonato de la NBA de 2011. El 12 de julio de 2012, fue despedido por los Mavericks bajo la cláusula de amnistía de la liga.
El 14 de julio de 2012, Haywood firmó con Charlotte Bobcats tras ser cortado por Dallas Mavericks.
El 12 de julio de 2014, fue traspasado, junto a los derechos de Dwight Powell, a los Cleveland Cavaliers a cambio de Scotty Hopson y consideraciones en efectivo. Los Cavs llegaron a las finales, pero perdieron ante Golden State Warriors (2-4).
El 27 de julio de 2015, Haywood es traspasado junto a Mike Miller a Portland Trail Blazers. Pero los Blazers le cortan tres días después. Este sería su último 'movimiento' como profesional.

## Estadísticas de su carrera en la NBA
|  | Denota temporada en la que ganó el Campeonato de la NBA |

### Temporada regular
| Año     | Equipo     | PJ  | PT  | MPP  | %TC  | %3P  | %TL  | RPP  | APP | ROB | TPP | PPP  |
| ------- | ---------- | --- | --- | ---- | ---- | ---- | ---- | ---- | --- | --- | --- | ---- |
| 2001-02 | Washington | 62  | 2   | 20.4 | .493 | .000 | .606 | 5.2  | .5  | .3  | 1.5 | 5.1  |
| 2002-03 | Washington | 81  | 69  | 23.8 | .510 | .000 | .633 | 5.0  | .4  | .4  | 1.5 | 6.2  |
| 2003-04 | Washington | 77  | 59  | 19.3 | .515 | .000 | .585 | 5.0  | .6  | .4  | 1.3 | 7.0  |
| 2004-05 | Washington | 68  | 68  | 27.4 | .560 | .000 | .609 | 6.8  | .8  | .8  | 1.7 | 9.4  |
| 2005-06 | Washington | 79  | 70  | 23.8 | .514 | .000 | .585 | 5.9  | .6  | .4  | 1.3 | 7.3  |
| 2006-07 | Washington | 77  | 49  | 22.6 | .558 | .000 | .548 | 6.2  | .6  | .4  | 1.1 | 6.6  |
| 2007-08 | Washington | 80  | 80  | 27.9 | .528 | .000 | .735 | 7.2  | .9  | .4  | 1.7 | 10.6 |
| 2008-09 | Washington | 6   | 5   | 29.2 | .480 | .000 | .476 | 7.3  | 1.3 | .7  | 2.5 | 9.7  |
| 2009-10 | Washington | 49  | 48  | 32.9 | .561 | .000 | .646 | 10.3 | .4  | .4  | 2.1 | 9.8  |
| 2009-10 | Dallas     | 28  | 19  | 26.5 | .564 | .000 | .575 | 7.4  | .9  | .3  | 2.0 | 8.1  |
| 2010-11 | Dallas     | 72  | 8   | 18.5 | .574 | .000 | .362 | 5.2  | .3  | .2  | 1.0 | 4.4  |
| 2011-12 | Dallas     | 54  | 54  | 21.2 | .518 | .000 | .469 | 6.0  | .4  | .4  | 1.0 | 5.2  |
| 2012-13 | Charlotte  | 61  | 17  | 19.0 | .431 | .000 | .455 | 4.8  | .5  | .3  | .8  | 3.5  |
| 2014-15 | Cleveland  | 22  | 1   | 5.4  | .467 | .000 | .538 | 1.3  | .1  | .1  | .5  | 1.6  |
| Total   | Total      | 816 | 549 | 22.9 | .528 | .000 | .587 | 6.0  | .5  | .4  | 1.4 | 6.8  |

### Playoffs
| Año   | Equipo     | PJ | PT | MPP  | %TC  | %3P  | %TL  | RPP | APP | ROB | TPP | PPP  |
| ----- | ---------- | -- | -- | ---- | ---- | ---- | ---- | --- | --- | --- | --- | ---- |
| 2005  | Washington | 10 | 10 | 29.6 | .542 | .000 | .636 | 7.6 | 1.0 | 1.4 | 2.0 | 10.6 |
| 2006  | Washington | 6  | 6  | 25.8 | .682 | .000 | .520 | 3.2 | .8  | .3  | 1.8 | 7.2  |
| 2007  | Washington | 3  | 0  | 11.3 | .714 | .000 | .750 | 1.7 | .3  | .3  | .0  | 4.3  |
| 2008  | Washington | 6  | 6  | 29.7 | .591 | .000 | .800 | 6.7 | .8  | .7  | 1.5 | 12.0 |
| 2010  | Dallas     | 6  | 2  | 23.2 | .571 | .000 | .600 | 6.2 | .5  | 1.2 | 1.7 | 6.0  |
| 2011  | Dallas     | 18 | 0  | 15.3 | .581 | .000 | .465 | 4.1 | .2  | .1  | 1.0 | 3.1  |
| 2012  | Dallas     | 4  | 4  | 15.3 | .286 | .000 | .625 | 3.3 | .3  | .2  | .5  | 3.3  |
| Total | Total      | 53 | 28 | 21.4 | .564 | .000 | .598 | 5.0 | .5  | .6  | 1.3 | 6.4  |